# Mandato de Guayaquil
Mandato de Guayaquil es un documento político elaborado en la ciudad de Guayaquil en febrero de 2008 como respuesta desde la administración municipal de Jaime Nebot al proyecto de nueva constitución del gobierno de orientación socialista de Rafael Correa. Fue elaborado por varias mesas temáticas formadas por algunos gremios y sectores sociales de la ciudad, aunque no fue consultado electoralmente a la ciudadanía, sino medido su respaldo mediante encuestas. 
Contiene siete puntos, temáticas que no son exclusivamente guayaquileñas sino más bien jurídico-políticas, en especial en torno a la preservación del Estado Social de Derecho y la economía social de mercado, conceptos democristianos, en el texto constitucional. Los puntos eran: La defensa de la libertad, La democracia y del Estado de Derecho, La constitución como un acuerdo para el bienestar, Las autonomías, El municipalismo, La unidad nacional, El empleo, El respeto a un modelo de gestión, y algunas otras temáticas.
Fue dirigida a la Asamblea Nacional Constituyente, y su entrega a esta provocó incidentes por los cuales la fuerza pública impidió a la comitiva entregar el documento a la Asamblea, lo cual generó un clima de tensión política. Las fuerzas dirigidas desde el municipio desistieron de hacer llegar el documento.